# Mesosa longipennis
Mesosa longipennis es una especie de escarabajo longicornio de la subfamilia Lamiinae. Fue descrita científicamente por Bates en 1873.
Se distribuye por Japón y Corea. Posee una longitud corporal de 11-22 milímetros. El período de vuelo de esta especie ocurre en los meses de abril, mayo, junio, julio, agosto y septiembre.
Mesosa longipennis se alimenta de planta y arbustos de la familia Anacardiaceae, Euphorbiaceae, Juglandaceae, Magnoliaceae, Simaroubaceae y subfamilia Caesalpinioideae, entre otras.